# Duszewski kolibi
Duszewski kolibi (bułg. Душевски колиби) – wieś podlegająca administracyjnie pod obszar wsi Duszewo, w środkowej Bułgarii, w obwodzie Gabrowo, w gminie Sewliewo. Według danych Narodowego Instytutu Statystycznego, 31 grudnia 2011 roku wieś liczyła 20 mieszkańców.